# Tiziana Carraro
Tiziana Carraro (Como, ...) è un mezzosoprano italiano.

## Biografia
Diplomatasi in pianoforte e canto artistico, debutta nel 1991 nel Farnace di Antonio Vivaldi al Festival della Valle d'Itria di Martina Franca.
Nel 1994 vince il Concorso As.Li.Co e il Concorso degli “Amici del Loggione del Teatro alla Scala”.
Inizia poi una brillante carriera nei maggiori Teatri italiani quali: Arena di Verona, Teatro dell'Opera di Roma, Teatro La Fenice di Venezia, Teatro Regio di Torino, Teatro Massimo di Palermo, Teatro San Carlo di Napoli, Sferisterio di Macerata, Teatro Verdi di Trieste; ed esteri: Amburgo, Atene, Berlino, Bilbao, Liegi, Londra, Montecarlo, Mosca, New York, Palma di Maiorca, San Paolo, Seul, Strasburgo, Tel Aviv, Tenerife, Tokyo, Washington e Zurigo.
Lavora con importanti direttori d'orchestra: Roberto Abbado, Bruno Aprea, Angelo Campori, Romano Gandolfi, Gustav Kuhn, Alain Lombard, Daniel Oren, Renato Palumbo, Stefano Ranzani, Donato Renzetti, Nello Santi, Marcello Viotti e Ralf Weikert; collaborando con registi quali: Hugo De Ana, Beppe De Tommasi, Cristina Mazzavillani Muti, Pier Luigi Pizzi e Franco Zeffirelli.
Fra le opere interpretate: Aida, Il trovatore, Don Carlo, La forza del destino, Nabucco, Rigoletto, Carmen, Adriana Lecouvreur, Samson et Dalila, Cavalleria rusticana e La Gioconda.
Tra le incisioni discografiche: La forza del destino, Thaïs, Farnace, Juditha Triumphans, La pietra del paragone e Carmen.
Nel 2009 ha ricevuto il Premio "Bonci d'Oro", destinato annualmente ad una grande voce del panorama lirico mondiale.
Nel 2011 è stata nominata Cavaliere dell'Ordine al Merito della Repubblica Italiana per meriti artistici.
Alterna attività lirica, concertistica, di operetta, musica sacra e musica da camera.